# Michele Rocca (calciatore)
Michele Rocca (Milano, 6 febbraio 1996) è un calciatore italiano, centrocampista dell'Avellino.

## Caratteristiche tecniche
Mezzala destra con predisposizione offensiva, può essere schierato anche da trequartista. Per le sue caratteristiche viene paragonato a Claudio Marchisio, a cui lui stesso dice di ispirarsi, e a Roberto Soriano.

## Carriera

### Club
Nato a Milano, cresce nel settore giovanile dell'Inter salvo una parentesi biennale nelle giovanili del Novara dal 2012 al 2014. Con i nerazzurri conquista il Torneo di Viareggio 2015 segnando due reti nel corso della competizione..
Nel 2015 viene acquistato dalla Sampdoria per 400.000€. Il 28 settembre successivo esordisce fra i professionisti subentrando a Joaquín Correa nei minuti finali dell'incontro di Serie A perso 2-1 contro l'Atalanta.
Il 1º febbraio 2016 viene ceduto in prestito semestrale al Virtus Lanciano. In breve tempo diventa titolare nel centrocampo del club abruzzese, con cui colleziona 19 presenze.
Rientrato dal prestito, il 29 luglio 2016 viene ceduto in prestito con opzione di acquisto al Latina. Al termine della stagione colleziona 26 presenze senza riuscire ad evitare la retrocessione in Serie C.
Il 31 agosto 2017 passa in prestito alla Pro Vercelli. Con il club piemontese fatica ad imporsi collezionando solo 3 presenze in Serie B, e nel gennaio 2018, dopo essere rientrato alla base, passa in prestito semestrale alla Feralpisalò, militante in Serie C.
Il 25 marzo successivo segna la sua prima rete fra i professionisti aprendo le marcature nell'incontro terminato 1-1 contro la Fermana.
Il 13 luglio 2018 viene ceduto in prestito biennale, al Livorno. Il 1º luglio 2020, chiude la sua esperienza con gli amaranto dopo che non ha raggiunto l'accordo per il prolungamento del contratto fino al 31 agosto con la società toscana.
Rimane svincolato sino a ottobre, mese in cui si accasa al Foggia. Il 29 luglio 2021 rinnova il suo contratto con i pugliesi sino al 2023, salvo poi rescindere il 1º luglio 2022.
Il 18 luglio 2022 fa ritorno al Novara, con cui sigla un contratto biennale. Tuttavia il 30 giugno 2023 rescinde il proprio contratto con i piemontesi.
Il 21 luglio 2023, firma per il Catania, in Serie C.
Il 30 gennaio 2024, passa a titolo definitivo all'Avellino, sempre in terza serie, firmando un contratto valido fino al 30 giugno 2026.

### Nazionale
Ha giocato nella nazionale Under-20.

## Statistiche

### Presenze e reti nei club
Statistiche aggiornate al 10 maggio 2025.
| Stagione        | Squadra         | Campionato      | Campionato | Campionato | Coppe nazionali | Coppe nazionali | Coppe nazionali | Coppe continentali | Coppe continentali | Coppe continentali | Altre coppe | Altre coppe | Altre coppe | Totale | Totale |
| Stagione        | Squadra         | Comp            | Pres       | Reti       | Comp            | Pres            | Reti            | Comp               | Pres               | Reti               | Comp        | Pres        | Reti        | Pres   | Reti   |
| --------------- | --------------- | --------------- | ---------- | ---------- | --------------- | --------------- | --------------- | ------------------ | ------------------ | ------------------ | ----------- | ----------- | ----------- | ------ | ------ |
| 2015-gen. 2016  | Sampdoria       | A               | 1          | 0          | CI              | 0               | 0               | UEL                | 0                  | 0                  | -           | -           | -           | 1      | 0      |
| gen.-giu. 2016  | Virtus Lanciano | B               | 17+2       | 0          | CI              | -               | -               | -                  | -                  | -                  | -           | -           | -           | 19     | 0      |
| 2016-2017       | Latina          | B               | 26         | 0          | CI              | 2               | 0               | -                  | -                  | -                  | -           | -           | -           | 28     | 0      |
| 2017-gen. 2018  | Pro Vercelli    | B               | 3          | 0          | CI              | 0               | 0               | -                  | -                  | -                  | -           | -           | -           | 3      | 0      |
| gen.-giu. 2018  | Feralpisalò     | C               | 8+5        | 2          | CI+CI-C         | -               | -               | -                  | -                  | -                  | -           | -           | -           | 13     | 2      |
| 2018-2019       | Livorno         | B               | 18         | 1          | CI              | 2               | 0               | -                  | -                  | -                  | -           | -           | -           | 20     | 1      |
| 2019-2020       | Livorno         | B               | 14         | 1          | CI              | 0               | 0               | -                  | -                  | -                  | -           | -           | -           | 14     | 1      |
| Totale Livorno  | Totale Livorno  | Totale Livorno  | 32         | 2          |                 | 2               | 0               |                    | -                  | -                  |             | -           | -           | 34     | 2      |
| ott. 2020-2021  | Foggia          | C               | 26+1       | 6          | -               | -               | -               | -                  | -                  | -                  | -           | -           | -           | 27     | 6      |
| 2021-2022       | Foggia          | C               | 26+4       | 2          | CI-C            | 2               | 0               | -                  | -                  | -                  | -           | -           | -           | 32     | 2      |
| Totale Foggia   | Totale Foggia   | Totale Foggia   | 52+5       | 8          |                 | 2               | 0               |                    | -                  | -                  |             | -           | -           | 59     | 8      |
| 2022-2023       | Novara          | C               | 32+1       | 3          | CI-C            | 0               | 0               | -                  | -                  | -                  | -           | -           | -           | 33     | 3      |
| 2023-gen. 2024  | Catania         | C               | 15         | 0          | CI-C            | 2               | 0               | -                  | -                  | -                  | -           | -           | -           | 17     | 0      |
| gen.-giu. 2024  | Avellino        | C               | 12+3       | 1          | CI-C            | -               | -               | -                  | -                  | -                  | -           | -           | -           | 15     | 1      |
| 2024-2025       | Avellino        | C               | 23         | 0          | CI+CI-C         | 2+3             | 0               | -                  | -                  | -                  | SC-C        | 2           | 0           | 30     | 0      |
| Totale Avellino | Totale Avellino | Totale Avellino | 35+3       | 1          |                 | 5               | 0               |                    | -                  | -                  |             | 2           | 0           | 45     | 1      |
| Totale carriera | Totale carriera | Totale carriera | 237        | 16         |                 | 13              | 0               |                    | 0                  | 0                  |             | 2           | 0           | 252    | 16     |

## Palmarès

### Club

#### Competizioni nazionali
- Serie C: 1

Avellino: 2024-2025 (girone C)

#### Competizioni giovanili
- Torneo di Viareggio: 1

Inter: 2015

### Nazionale
- Torneo Quattro Nazioni: 1

2015-2016